# Miles & More 飞常里程汇
Miles & More 飞常里程汇拥有超3600万会员，为欧洲会员数量最多的飞行常客奖励计划。该计划于1993年1月1日由七家航司共同开启，2014年9月起由独立的Miles & More有限公司营运。作为汉莎航空集团的全资子公司，其总部设在美因河畔法兰克福。
会员可通过300多家合作伙伴赚取或消费里程，分别为28家航空公司（包括26个星空聯盟成员及汉莎航空集团各航空公司）以及涵盖酒店、租车、邮轮、订阅和图书、银行和保险、电子电信以及购物和生活方式领域的约270家非航空企业。

## 参与该计划的航空公司
下列汉莎航空集团子公司为该计划的成员：
- 汉莎航空（1993年至今）
- 汉莎城际航空（1993年至今）
- 汉莎私家航空
- 多洛米蒂航空
- 布鲁塞尔航空（2005年至今）
- 奥地利航空（2000年至今）
- 欧洲之翼航空
- 欧翼探索航空（英语：Eurowings Discover）
- 瑞士国际航空（2006年至今）

以下航司非汉莎航空集团之子公司，但亦以此为常旅客计划：
- 克罗地亚航空
- LOT波兰航空（2003年至今）
- 卢森堡航空（2012年至今）

此外，所有星空聯盟（汉莎航空为该联盟的创始成员）成员承认通过该计划获得的里程。部分非星盟航司亦认可该计划。

## 获得里程

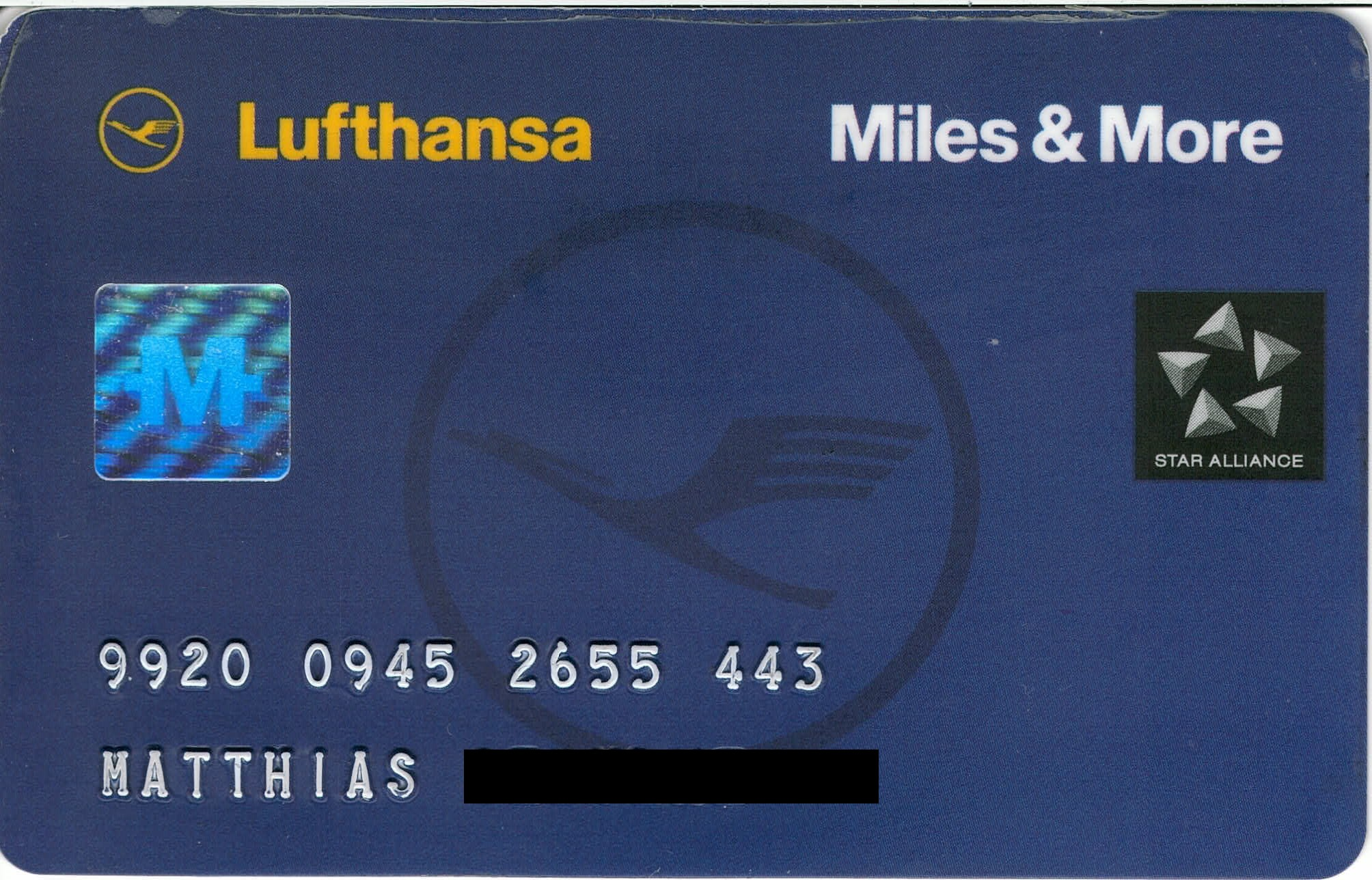
一张初级Miles & More会员卡

该计划设有两种里程：奖励里程可被积攒，并用于在Miles & More合作伙伴处兑换机票、升舱或兑换商品。里程过期后，会员的Miles & More账户在36个月内仍有效。常规里程仅能通过搭乘汉莎集团旗下航司或星空聯盟成员之航班获取。上述里程无法通过其他方式获取。里程在每个日历年结束后到期。如当年积攒的里程达到一定数目，则会员等级将相应提升。

此外另有“Select”和“HON Circle”两种特殊等级：作为“Miles & More Selections”计划的一部分，如二者尚在有效期内，则可享有更多礼遇。如果会员的里程达到指定要求，则可得到其他礼遇。HON Circle里程必须搭乘汉莎集团旗下航司或德国空铁联运服务之头等/商务舱时方可获取，且两个日历年的里程总和不超过600,000英里。此为获得HON Circle特级贵宾会员权益的先决条件。
行程结束后所获里程之多寡取决于售票方、飞行里程、服务等级和预订舱位。即使不搭乘航班，亦有其他方式获取里程。会员可办理汉莎Miles & More借记卡（可能以VISA，万事达卡或美国运通卡的形式发行，具体取决于发行国家/地区）。搭乘德国铁路列车、下榻酒店、在指定商店购物（如LH Worldshop）、租车、投资、开户或在铂傲商店获取目录等行为皆可赚取里程。
2022年末，汉莎航空宣布Miles & More计划将从2024年1月起进行重大调整，原有的里程将被积分取而代之，而积攒积分的方式亦有调整。

## 兑换里程
如会员的里程达到一定数目，则可用于兑换机票、升舱、购买产品/服务或捐款。
会员的里程可以兑换汉莎航空集团旗下航空公司或所有星空联盟成员的机票。所需之里程取决于始发地及目的地。但通过里程兑换的机票仍需缴纳税费等额外费用，但仍可用里程抵扣。里程亦可兑换下述星空联盟成员的机票或升舱：全日本空輸、韓亞航空、新加坡航空、TAP葡萄牙航空、泰國國際航空及聯合航空。同理，所需里程之多寡取决于航班之目的地。
里程可用于租车、订购酒店、购物、银行及保险、亦或用于电信及购买电子产品。会员亦可使用Miles & More信用卡消费以赚取里程。

## 会员等级
在该计划中，一切旅客都可积攒里程以提升等级。会籍里程如获得超过一年，将仅会记录于账户内。以下为Miles & More计划中的四个会员等级：
- Miles & More会员：用户在加入该计划后即自动获得该等级，此等级不会获得任何官方规定之权益。Miles & More会员首先需要从汉莎航空杂志剪下临时纸卡或从互联网上打印此卡。如会员产生了至少一英里的有效里程并计入其账户，将会得到一张借记卡。
- 常旅客：累计里程达3.5万或有30个有效航段的Miles & More会员可获得该等级，有效期二年。如会籍有效期一年内达到相应里程或航段，会籍将自动续期。
- Senator贵宾会员：累计里程达10万的Miles & More会员可获得该等级，有效期不少于二年。
- HON Circle特级贵宾会员：如Miles & More会员在两个日历年累计了60万里程，即可获得该等级，有效期二年。